# Bòtid lleopard
El bòtid lleopard (Bothus pantherinus) és un peix teleosti de la família dels bòtids i de l'ordre dels pleuronectiformes.

## Morfologia
Pot arribar als 39 cm de llargària total.

## Distribució geogràfica
Es troba des de les costes del Mar Roig i del Golf Pèrsic fins a les Hawaii, les Illes Marqueses, les Illes de la Societat i el sud del Japó.